# 阿巴卡維
阿巴卡維（英語：Abacavir，簡稱  ABC ）是預防及治療愛滋病的藥物。本品屬於核苷類反轉錄酶抑制劑（NRTI 藥物），藉由阻斷人類免疫缺乏病毒（HIV）必需的反轉錄酶發揮藥效。NRTI 類的藥品需要和抗反轉錄病毒藥物一起使用，不建議單獨使用。本品可製成藥錠口服給藥，也可以溶解後服用；三個月以上的嬰幼兒亦適用此藥。
一般人對阿巴卡維的耐受性良好，常見的副作用有嘔吐、失眠、出現高熱和疲倦感，嚴重副作用則有過敏、肝損傷和乳酸性酸中毒，過敏症狀為起疹子、嘔吐及呼吸急促。如果患者接受基因檢測，可以判讀是否為超敏性好發族群。
1988 年，阿巴卡維取得專利，1998 年在美國通過審核，名列世界衛生組織基本藥物標準清單，認可為醫療系統中最安全有效的必需藥物之一，並已有學名藥問世。2014 年，開發中國家的單日劑量批發價約在 0.36~0.83 美元之譜，2016 年，美國的單月劑量批發價為 70.50 美元。通常市販的阿巴卡維藥物會跟其他 HIV 藥物一起搭配，例如阿巴卡維/拉米夫定/齊多夫定、阿巴卡維/度魯特韋/拉米夫定、阿巴卡維/拉米夫定等。

## 附註
1. 1 2 3 4 5 6 7  . The American Society of Health-System Pharmacists.   [2015-07-31]. （原始内容存档于2017-08-21）.
2. ↑  . AIDSinfo.   [2016-11-08]. （原始内容存档于2016-11-09）.
3. ↑  . www.hiv.va.gov.   [2016-11-08]. （原始内容存档于2016-11-09）.
4. ↑  . AIDSinfo.   [2016-11-08]. （原始内容存档于2016-11-09）.
5. 1 2 3  Yuen GJ, Weller S, Pakes GE. . Clinical Pharmacokinetics. 2008, 47 (6): 351–71. PMID 18479171. doi:10.2165/00003088-200847060-00001.
6. ↑  Fischer, Janos; Ganellin, C. Robin. . John Wiley & Sons. 2006: 505. ISBN 9783527607495. （原始内容存档于2017-09-08）.
7. ↑  Kane, Brigid M. . Infobase Publishing. 2008: 56. ISBN 9781438102078. （原始内容存档于2017-09-08）.
8. 1 2  . 2019. hdl:10665/325771.
9. ↑  . ERC.   [2016-11-20]. （原始内容存档于2019-03-29）.
10. ↑  . Centers for Medicare and Medicaid Services.   [2016-12-12]. （原始内容存档于2016-12-21）.